# Мечеть Султана (Сінгапур)
Мечеть Султана або Мечеть султана Хусейна (англ. Sultan Mosque; малай. Masjid Sultan; кит. спр. 苏丹回教堂, піньїнь: Sūdān Huìjiàotáng) — мечеть, найстаріша в Сінгапурі.

## Історія
Мечеть будувалася султаном Хусейном - шахом Джохора з 1824 по 1826 рр. Він побудував мечеть поряд зі своїм палацом. Цей проект, з двоярусною пірамідальним дахом, був типовим для Східної Індії.
До початку 1900-х Сінгапур став центром ісламської торгівлі, культури і мистецтва. Мечеть Султана скоро стала замалою для спільноти. У 1924 році, в рік сторіччя мечеті, опікуни схвалили план встановити нову мечеть. Стара мечеть на той час вже була в поганому стану.

#### Архітектура
Архітектор Деніс Сентрі будував її в сарацинському стилі, включаючи мінарети і балюстради. Мечеть була закінчена через 4 роки, в 1928 році.
У 1975 році мечеть було визнано національною пам'яткою Сінгапура.